# 斯基亞帕雷利撞擊坑 (火星)
斯基亞帕雷利撞擊坑（英語：Schiaparelli）是一個位於火星赤道附近的撞擊坑，以義大利天文學家喬凡尼·斯基亞帕雷利命名。該撞擊坑直徑461公里，中心座標3°S，344°W。坑內有許多可能是因為風、火山或水中沉積形成的地層。

## 地質狀況
斯基亞帕雷利撞擊坑內的個別地層厚度可能是數公尺或數十公尺。近年加州理工學院的科學家的研究結果顯示，因為火星自轉軸改變造成的古氣候定期變化可能造成現在地層的模式。在地球上因為天文因素造成的氣候變化就是冰期循環。
坑內地層的固定出現模式代表這是由固定的氣候變化周期造成。氣候的變化可能是因為行星自轉軸傾角變化造成。地球自轉軸傾斜角度的變化只有2°多，這是因為月球是相對較大的衛星。相較之下火星自轉軸傾斜角變化可以到達數十度。當火星轉軸傾角不大時（火星目前狀況），火星最冷的地方就是極區，而赤道是最熱的區域（和地球類似）。這可能在大氣層中使水蒸氣和二氧化碳等氣體向極區遷移並凍結。當轉軸傾角變大時，極區會接受更多的日光照射，使極區的物質離開。當二氧化碳自極區離開時將會增加大氣壓力，可能使風的流動模式改變，並且會將沙塵搬運與堆積到其他區域。同樣的，大氣層中水蒸氣增加也可能使砂粒互相凝結而形成地層。

## 圖集

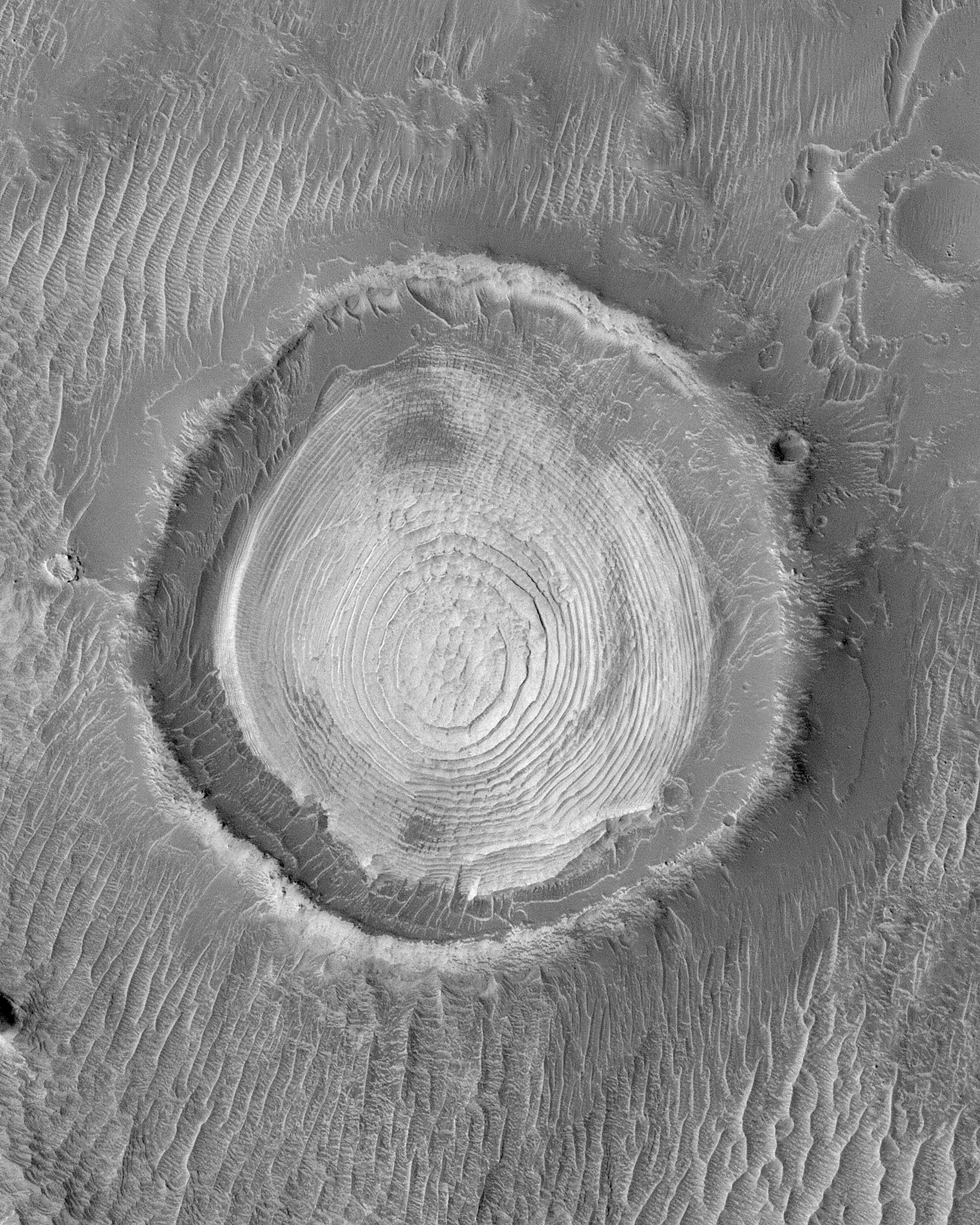
火星全球探勘者號拍攝的斯基亞帕雷利撞擊坑內地層狀況。
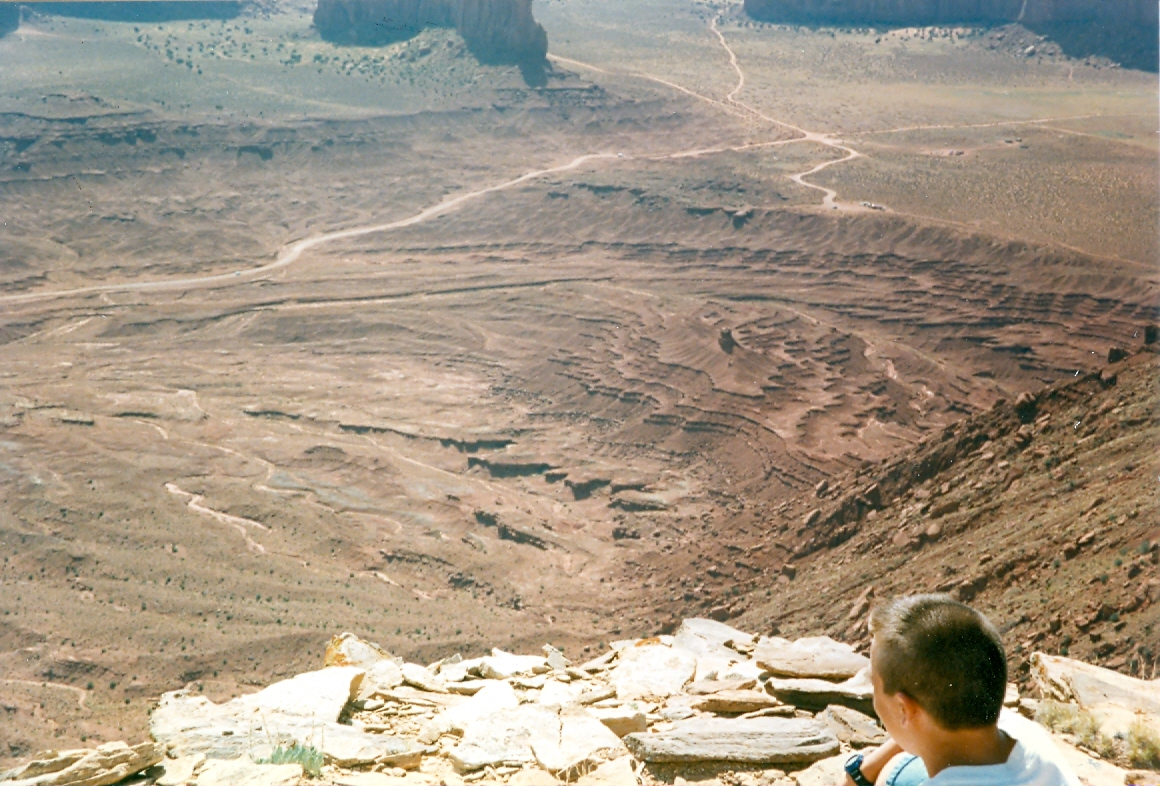
紀念碑谷的地層。一般認為至少部分地層是因為水的沉積作用而形成。因為火星上也發現了類似地層，因此認為火星上此種地層也是因為水的沉積作用形成。
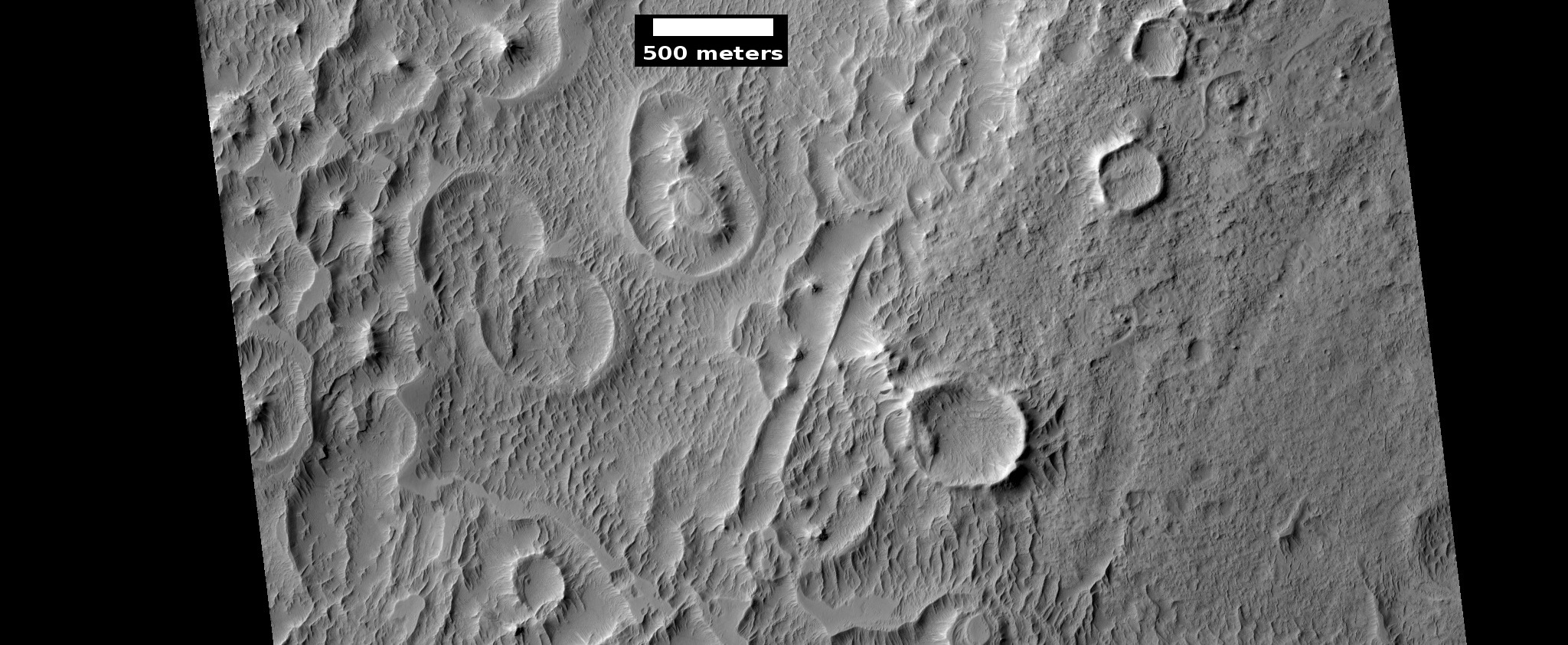
HiRISE 的 HiWish計畫拍攝的坑底圓形結構。
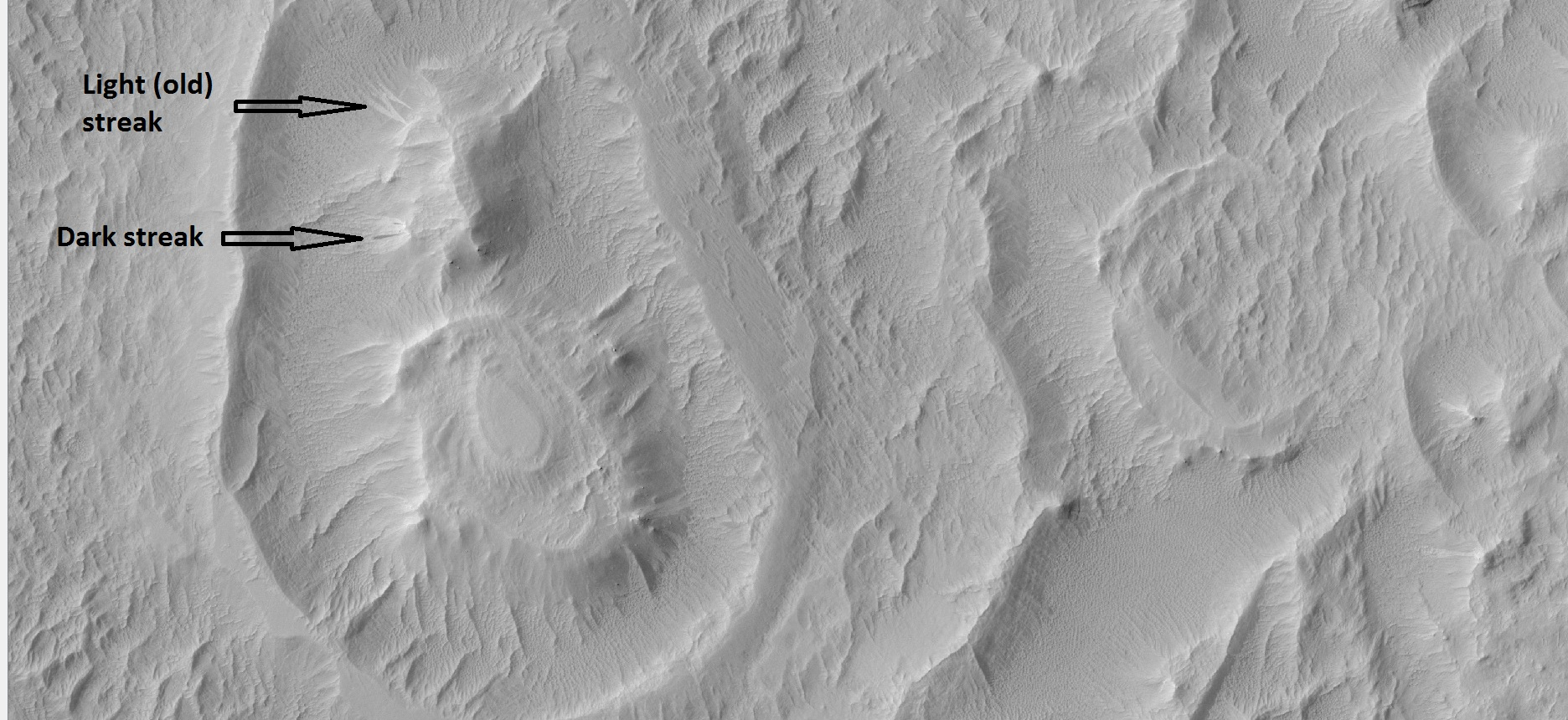
前述圓形結構的近距離影像，可見到條紋。
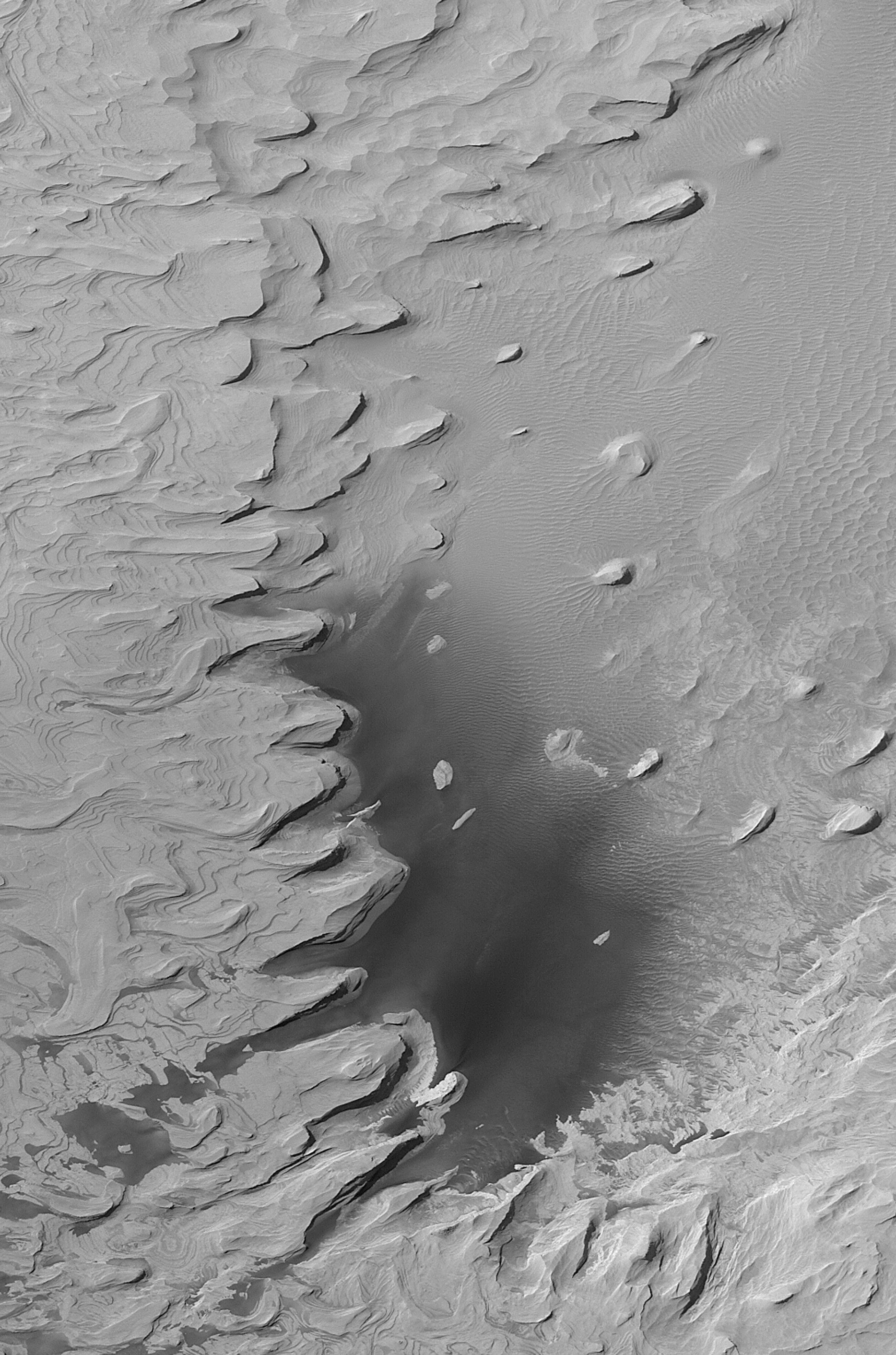
斯基亞帕雷利撞擊坑內西北方靠近赤道的撞擊坑。